# 1738 en littérature
| Années de la littérature : 1735 - 1736 - 1737 - 1738 - 1739 - 1740 - 1741    |
| Décennies de la littérature : 1700 - 1710 - 1720 - 1730 - 1740 - 1750 - 1760 |

Cet article présente les faits marquants de l'année 1738 en littérature.

## Événements
- 5 mai : Claude-Adrien Helvétius obtient devant notaire une demi-charge de fermier général[1]. Il démissionne en 1751 par la suite à cause de la corruption de ses collègues d’office[2].

- 20 août : Laurence Sterne est ordonné prêtre puis devient vicaire de Sutton-on-the-Forest[3].
- 2 octobre : première publication de la « Feuille d’Avis de Neuchâtel », premier quotidien de langue française. Il est publié sans discontinuité jusqu’à nos jours sous le titre de « l’Express »[4].

## Parutions
- Mai : London : a poem, in imitation of the third satire of Juvenal, 1738 (présentation en ligne), « Londres », premier grand poème de Samuel Johnson publié dans l’anonymat, qui connait un succès immédiat[5].
- 12 décembre : Pierre-François Guyot Desfontaines signe à Paris son pamphlet La Voltairomanie : ou lettre d'un jeune avocat en forme de mémoire. En réponse au libelle du sieur de Voltaire, intitulé : Le préservatif, &c. (présentation en ligne).

- Jean-Charles Gervaise de Latouche, Mémoires de Mademoiselle de Bonneval, La Haye, Chez Jaques van den Kieboom, 1738 (présentation en ligne), ouvrage licencieux.
- Margareta Momma, Samtal emellan Argi Skugga och en obekant Fruentimbers Skugga (« Conversation entre l'Ombre d'Argus et l'Ombre inconnue d'une Femme »), essai publié en dix parties en 1738-1739[6].

- Ludovico Antonio Muratori, Antiquitates italicae medii Aevi, vol. 1, Milan (présentation en ligne), en six volumes publiés de 1738 à 1743.

## Naissances
- 24 juillet : Betje Wolff, née Elizabeth Bekker, romancière néerlandaise († 5 novembre 1804).